# Double decker
Double-Decker é o termo utilizado para designar meios de transporte (principalmente para autocarros, ônibus, trem e avião) que possuem dois níveis para passageiros. Este termo também é utilizado para pontes e estradas que possuem dois níveis.

## Autocarro double decker | Ônibus panorâmico
O double decker é um tipo de autocarro de dois pisos que poderá ter dois ou três eixos. Este tipo de autocarros é utilizado frequentemente para visita a cidades ou outros pontos de interesse turístico. Estes autocaros circulam com capacidades diferentes de ocupação, mediante o tipo de chassis em que foi concebido. No mercado Português a empresa que tem a maior quota de marcado é a Liderbus. Esta empresa é a que mais autocarros transformados e construídos tem em circulação, até ao momento. No seu portfolio conta com 15 transfromações e 6 autocarros novos com chassis MAN A22, tudo realizado para a empresa Douro Acima, que é franchisado da CitySightSeing. Para além deste cliente, conta com cerca de 8 transfromações realizadas para a Carristur. Esta empresa, Liderbus, é a única em Portugal que faz a transfromação de autocarros urbanos em duplo piso ou doble decker.
Os ônibus panorâmico (ou ainda ônibus double decker) são ônibus que se diferenciam dos demais por seus dois andares e sempre três ou quatro eixos em razão do seu alto peso. É mais utilizado para turismo de alto padrão e linhas rodoviárias de médias e longas distâncias.

## Aviões double decker
Os aviões double decker, especificamente o A380 e o B747, são os únicos dois aviões double decker existentes. Eles foram criados para possibilitar maior número de passageiros. (Observação: o B747  Não possui um segundo andar completo).

## Comboios | Trens double decker
No meio ferroviário existem locomotivas e vagões/carruagens de dois níveis um dos exemplos modernos são as séries Bombardier Double-decker coach usados para transportes suburbanos, são unidades do tipo reversível. Estes modelos são usados principalmente na Europa, mas há uso deles em Israel e na Austrália.

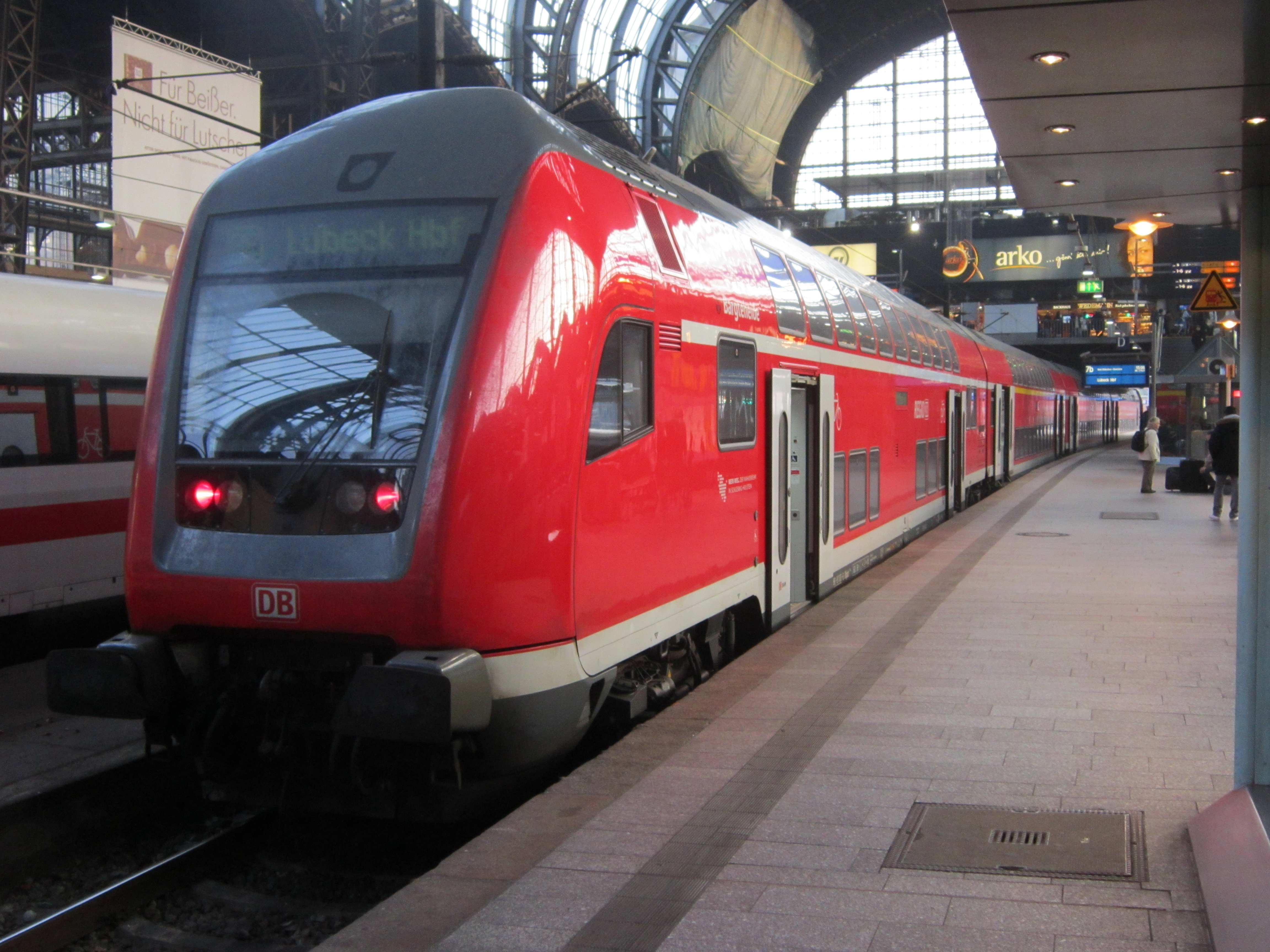
Double decker na Alemanha.
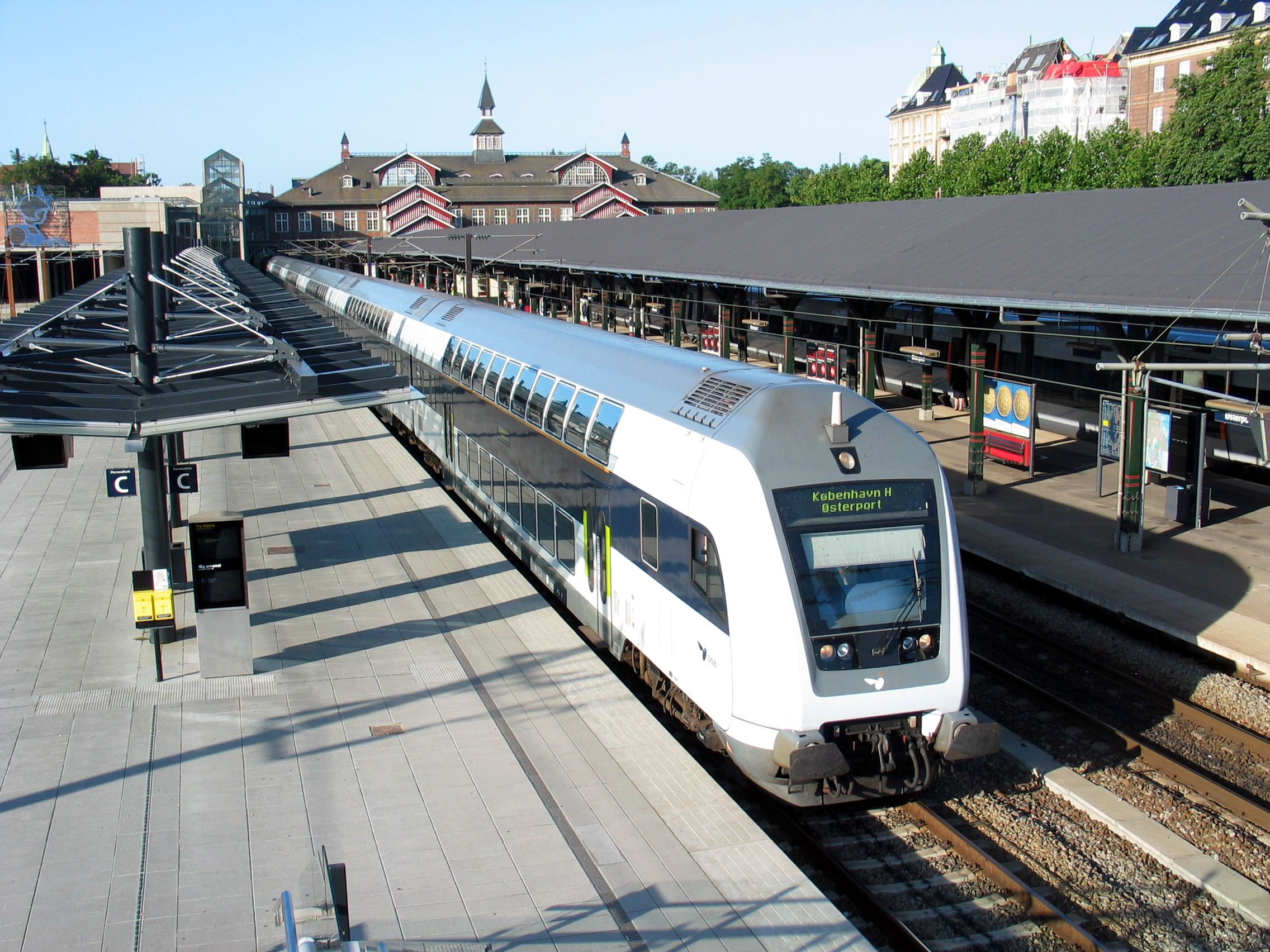
Double decker na Dinamarca.
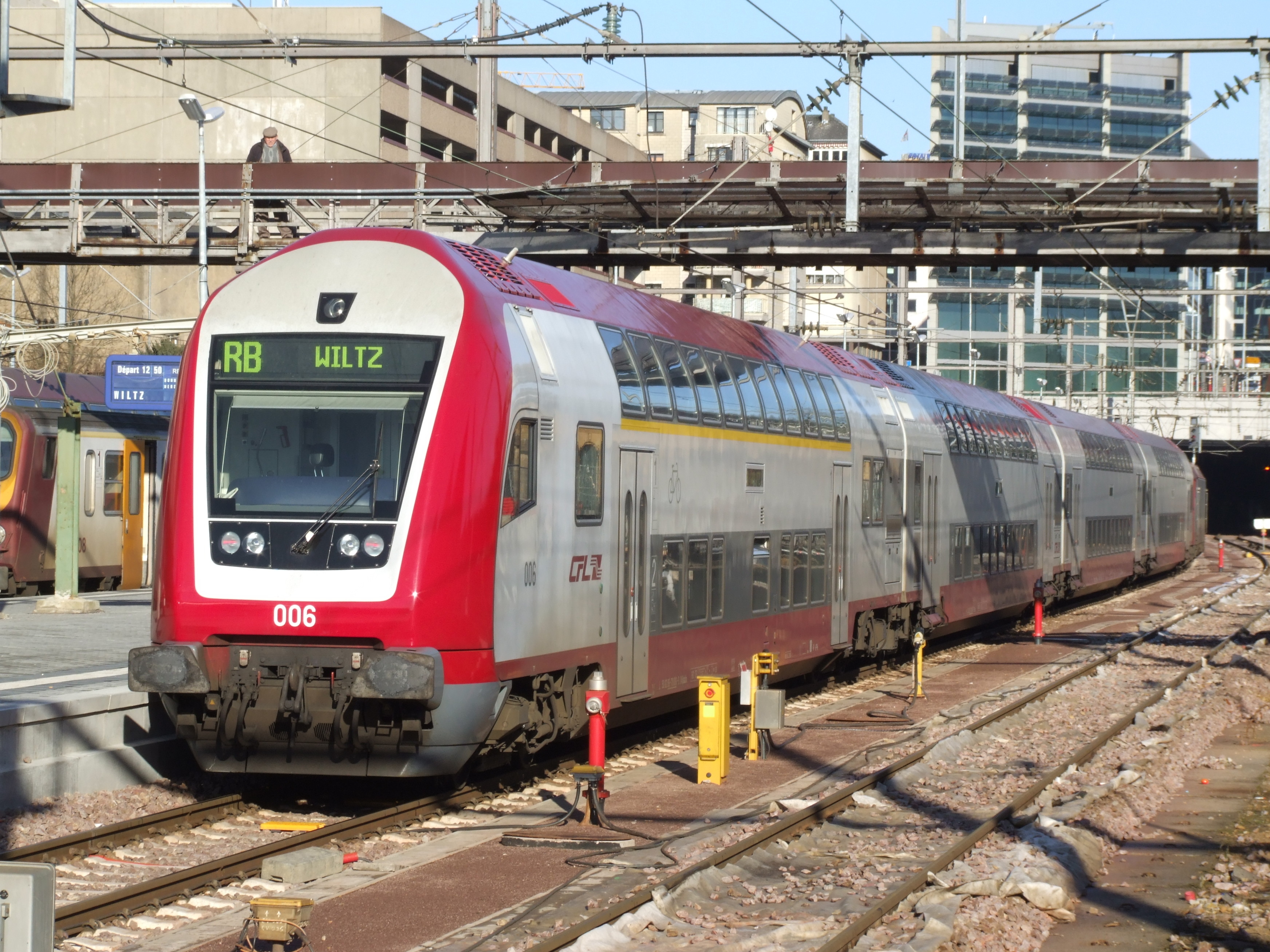
Double decker em Luxemburgo.

## Imagens

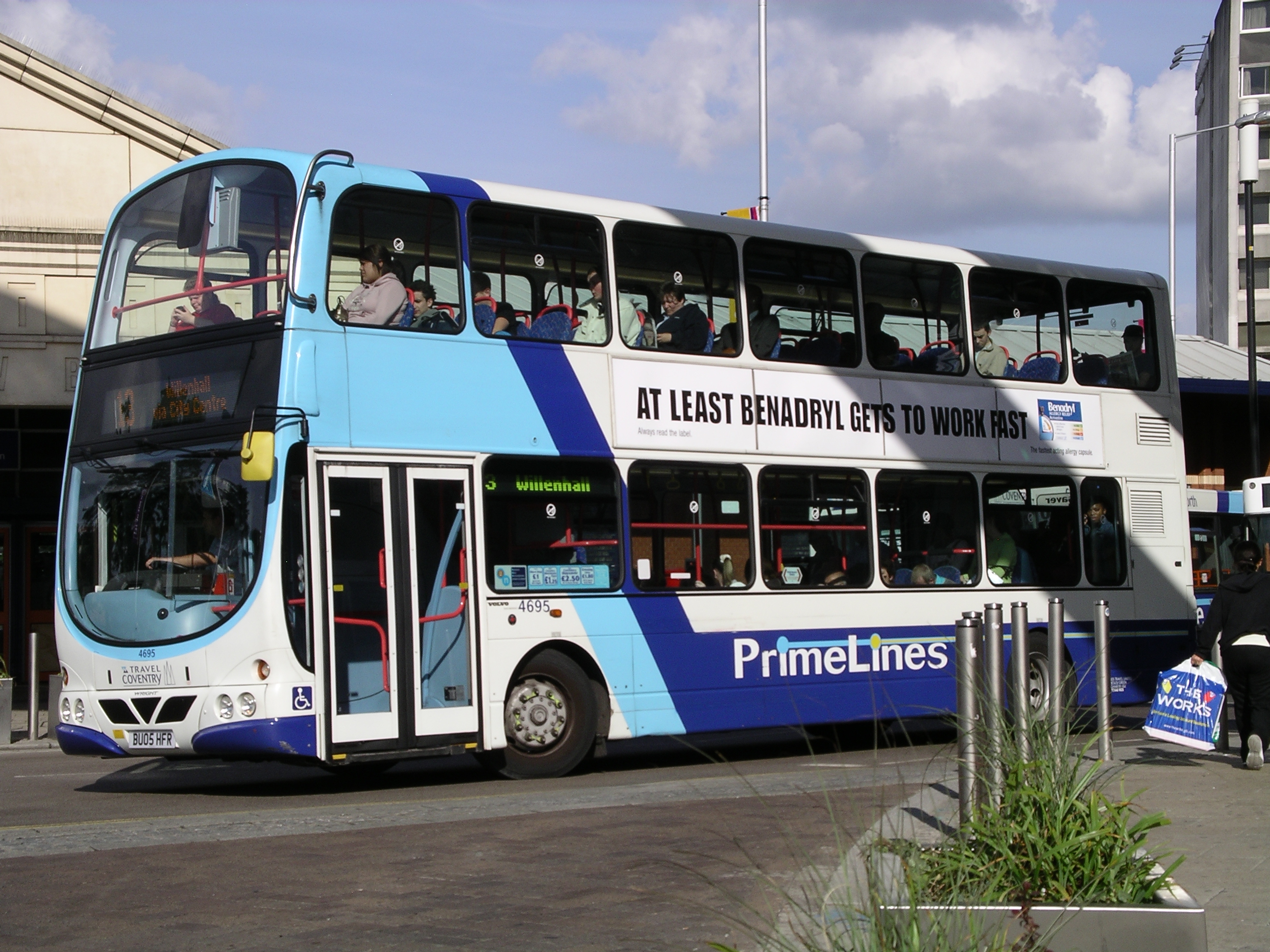
Um ônibus panorâmico em Coventry, Inglaterra.
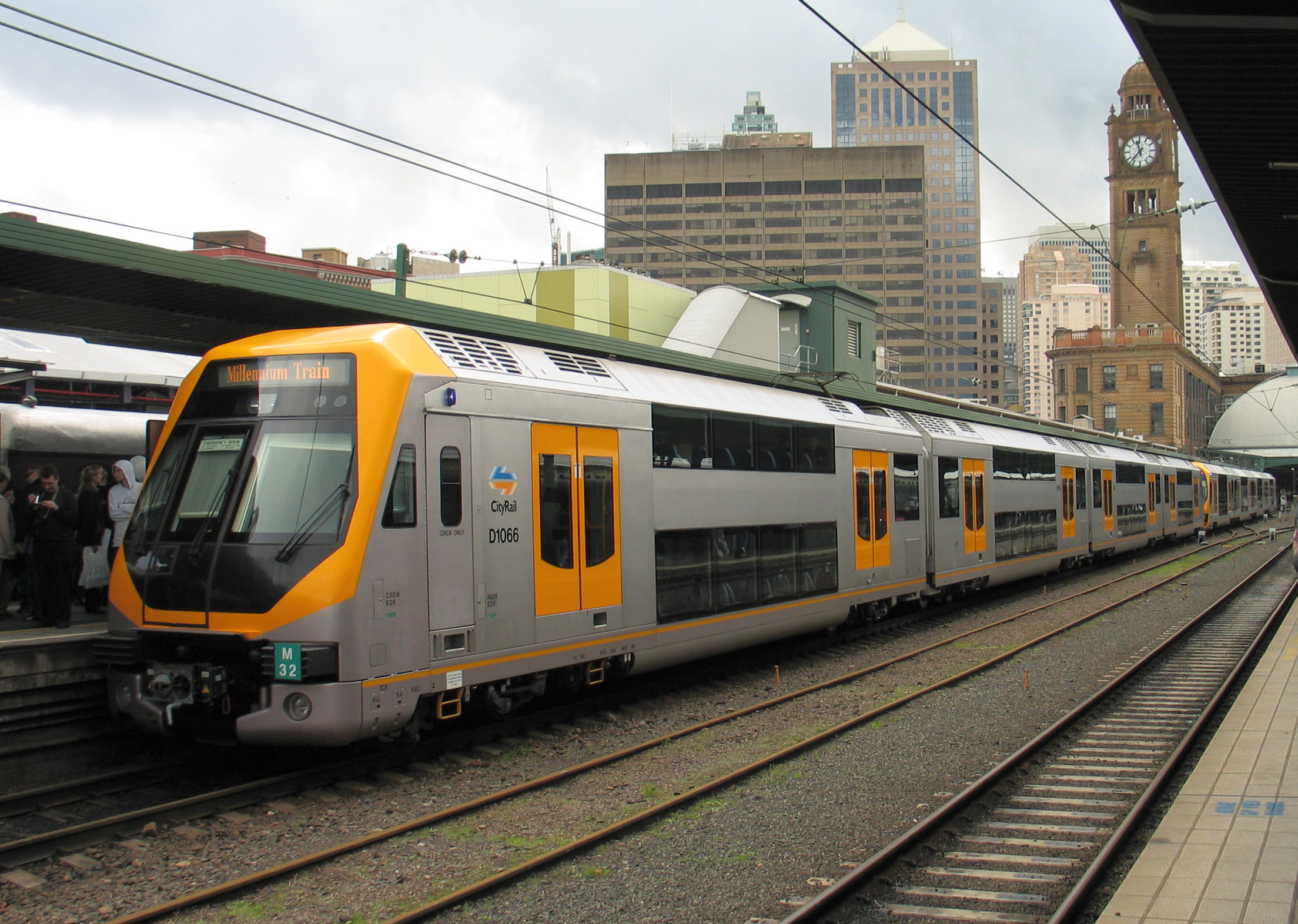
Um trem double-decker em Sydney, Austrália.